# アダルベロ (ケルンテン公)
ケルンテン公アダルベロ・フォン・エッペンシュタイン（Adalbero von Eppenstein, Herzog von Kärnten, 980年頃 - 1039年11月29日）は、ケルンテン公およびヴェローナ辺境伯（在位：1011/2年 - 1035年）。

## 生涯
アダルベロはバイエルン貴族のエッペンシュタイン伯マルクヴァルト3世と妻ハトムートとの間の息子である。父マルクヴァルトは970年頃にエーバースベルク伯アダルベロの娘ハトムートと結婚し、シュタイアーマルク辺境伯でもあった。1000年頃、アダルベロは父からシュタイアーマルク辺境伯位を継承した。アダルベロはベアトリクスと結婚したが、ベアトリクスは恐らくコンラディン家のシュヴァーベン公ヘルマン2世の娘であり、ザーリアー朝の後の皇帝コンラート2世の妃ギーゼラの姉妹であると考えられている。
1011年にザーリア家のケルンテン公コンラート1世が死去した際、ドイツ王ハインリヒ2世はアダルベロにケルンテン公位を与えた。アダルベロのケルンテンにおける支配は、クライン辺境伯領、ヴィンディッシュ辺境伯、およびトレンティーノからイゾンツォ川まで広がる広大なヴェローナ辺境伯領まで含まれていた。コンラート1世の息子コンラート2世は父親の死去時は若年であったため領地を継承できなかったが、後に厳しいライバルとなる。
1024年に皇帝ハインリヒ2世が死去したことでザクセン朝が断絶し、ザーリアー朝のコンラート2世が国王に選出された時から、形勢が変わり始めた。1027年のフランクフルト教会会議や1028年の復活祭に行われたコンラート2世の息子ハインリヒ3世のローマ王としての戴冠式において、アダルベロは皇帝の剣士をつとめ、最初はアダルベロはコンラート2世と良好な関係を保つと思われた。しかし1035年5月18日に開かれた宮廷議会において、アダルベロは地位と領地の全てを放棄させられた。
それでも、フライジング司教エギルベルトはハインリヒ3世の顧問官をつとめており、諸侯やハインリヒ3世にこの決定を認めないように忠告した。それにもかかわらず、アダルベロはケルンテンの公領および辺境伯領を失い、ケルンテン公位はその後1036年2月2日まで空位となった。憤慨したアダルベロは、ケルンテンの親ザーリアー朝貴族への報復を始め、聖ヘンマ・フォン・グルクの夫ヴィルヘルム・フォン・フリーザッハを殺害した。最終的に、アダルベロはバイエルンのエーバースベルクにある母の領地に隠棲し、そこで1039年に死去した。
ケルンテンにあったエッペンシュタイン家の広大な領地は、長男のマルクヴァルト4世が継承した。マルクヴァルト4世の息子リウトルトおよびハインリヒは、1077年から1122年までケルンテン公となった。

## 子女
アダルベロはベアトリクス・フォン・シュヴァーベン（1125年以降の2月23日に死去）と結婚した。ベアトリクスは恐らくコンラディン家のシュヴァーベン公ヘルマン2世の娘である。以下の子女をもうけた。
- マルクヴァルト4世（1076年死去） - ケルンテン公リウトルト（在位：1077年 - 1090年）およびハインリヒ3世（在位：1090年 - 1122年）の父
- アダルベロ - バンベルク司教（1053年 - 1057年）
- ヴィリビルク - シュタイアーマルク辺境伯オットカール1世と結婚